# Rechtsakt
Ein Rechtsakt zielt auf die Erzeugung einer Rechtsfolge ab. Er gehört zu den Rechtshandlungen. Gegensatz ist der Realakt.

## Allgemeines
Menschliches Handeln kann in allgemeines Handeln und Rechtshandel unterschieden werden.
Im römischen Recht gab es Handlungen (lateinisch actiones), zu denen der Rechtsakt (lateinisch actus iuridicus), das Rechtsgeschäft (lateinisch negotium iuridicum) und die unerlaubte Handlung (lateinisch actus illicitus) gehörten. Die Reine Rechtslehre definiert den Rechtsakt als „einen Akt, mit dem eine Rechtsnorm gesetzt (bildlich gesprochen erzeugt) oder angewendet wird“.
Der Inhalt der Rechtsfolge kann abstrakt (Allgemeinverfügung oder Rechtsnorm) oder konkret auf einen Einzelfall bezogen sein (Einzelverfügung, Einzelfallentscheidung). Der Rechtsakt kann schriftlich, mündlich oder konkludent (durch schlüssiges Verhalten) ergehen.

## Arten
Allgemein unterscheidet man:
- hoheitliche Rechtsakte:[3] völkerrechtliche Verträge (wie Staatsverträge), Rechtsnormen (etwa Gesetze, Verordnungen, Satzungen, Statuten), öffentlich-rechtliche Verträge (wie Verwaltungsverträge),
- behördliche Rechtsakte: alle Handlungsformen der Verwaltung (Verwaltungsakte, Erlasse, Weisungen), Gerichtsentscheidungen (z. B. Urteile),
- privatrechtliche Rechtsakte sind alle Willenserklärungen nichtöffentlicher Rechtssubjekte, die auf Rechtsgeschäfte (insbesondere Verträge) abzielen.

Nicht jeder Rechtsakt aufgrund des öffentlichen Rechts ist ein Hoheitsakt, sondern nur der von einer staatlichen Behörde ausgehende. Die Ernennung ist ein Rechtsakt, der darauf gerichtet ist, Art oder Inhalt des Beamtenverhältnisses festzulegen.

## Rechtswirkungen
Rechtsakte mit Rechtskraft entfalten Rechtswirkungen für die Allgemeinheit (Gesetze) oder nur zwischen Beteiligten (Vertragspartner), denen sich die Betroffenen zu unterwerfen haben. Rechtsnormen können nur auf dem Weg über präzise definierte Rechtsakte (wie Gesetze, Satzungen oder Urteile) entstehen. Sofern ein Rechtsakt mittelbar Rechtswirkungen über Rechtsprinzipien erzeugt, bleibt er jedoch selbst unverbindlich und stellt deshalb keinen Rechtsetzungsakt dar. Ein Rechtsakt ist unwirksam, wenn er zunächst zwar wirksam war, jedoch aufgrund späterer Ereignisse unwirksam wird und seine Heilung nicht möglich ist.

## International
Das Unionsrecht besteht aus dem Primärrecht (Vertrag über die Europäische Union), Sekundärrecht (Rechtsakte der EU) und völkerrechtlichen Abkommen der EU mit anderen Staaten/Organisationen. Rechtsakte des Sekundärrechts werden im Amtsblatt der Europäischen Union (Reihen L und C) veröffentlicht. Im Europarecht wird eine Rechtshandlung der EU als Rechtsakt (englisch juridical act) bezeichnet. Gemäß Art. 288 AEUV gibt es verbindliche Rechtsakte (EU-Verordnungen, EU-Richtlinien, EU-Beschlüsse) und unverbindliche Rechtsakte (Empfehlungen, Stellungnahmen). Der verbindliche Rechtsakt ist ein „Rechtsakt mit Verordnungscharakter“ (vgl. Art. 263 Abs. 4 AEUV). Der Begriff „Rechtsakt mit Verordnungscharakter“ nach Art. 263 Abs. 4 AEUV ist dahin zu verstehen, „dass er mit Ausnahme der Gesetzgebungsakte jede Handlung von allgemeiner Geltung erfasst“. Maßgeblich für den EU-Rechtsakt ist allein, dass eine rechtlich relevante Handlung vorliegt.